# ダニエル・ネイサンズ
ダニエル・ネイサンズ（Daniel Nathans、1928年10月30日 - 1999年11月16日）はアメリカ合衆国の微生物学者。1978年に制限酵素の発見と分子遺伝学への応用により、ノーベル生理学・医学賞を受賞した。

## 経歴
デラウェア州ウィルミントンにて、ロシア系ユダヤ人の移民の両親からの九人の子供の末っ子として生まれた。世界恐慌にて父が小企業を失い、長い間失業していた。
デラウェア大学に進学、化学、哲学、文学を学ぶ。1954年、ミズーリ州のセントルイス・ワシントン大学より、M.D.を受け取る。その後、1959年までコロンビア大学附属病院に医師として勤務した。
1978年に制限酵素の発見と分子遺伝学への応用により、ノーベル生理学・医学賞を受賞する。

## 受賞歴
- 1976年 米国科学アカデミー賞分子生物学部門
- 1978年 ノーベル生理学・医学賞
- 1993年 アメリカ国家科学賞